# Micromus dissimilis
Micromus dissimilis is een insect uit de familie van de bruine gaasvliegen (Hemerobiidae), die tot de orde netvleugeligen (Neuroptera) behoort. 
Micromus dissimilis is voor het eerst wetenschappelijk beschreven door Nakahara in 1915.